# Vladimir Torban
Vladimir Aleksandrovič Torban (in russo Владимир Александрович Торбан?; Mosca, 10 dicembre 1932 – Mosca, 19 agosto 2011) è stato un cestista sovietico.

## Carriera
Con l'Unione Sovietica ha disputato i Giochi olimpici di Melbourne 1956, i Campionati mondiali del 1959 e tre edizioni dei Campionati europei (1955, 1957, 1959).